# Pizzo Morisciöi
Der Pizzo Morisciöi ist ein Berg im Schweizer Kanton Tessin.
Der Gipfel liegt auf einer Höhe von 2065 m ü. M. in der Gemeinde Maggia. Der Gipfel ist über den Westgrat und über den Südgrat im Schwierigkeitsgrad T3 bis T4 erreichbar; in der Quelle ist die alte Bezeichnung EB (erfahrener Bergwanderer) angegeben.